# AmRest
AmRest je evropský provozovatel kaváren, restaurací a rychlého občerstvení se sídlem ve španělském Madridu. Společnost působí ve více než 2200 lokacích, vlastní především franšízy KFC, Pizza Hut, Burger King a Starbucks, ale do jejího vlastnictví patří i jednotlivé značky restaurací. AmRest funguje ve Španělsku, Polsku, Francii, Německu, Rusku, Česku, Maďarsku, Rumunsku, Bulharsku, Slovensku, Slovinsku, Chorvatsku, Srbsku, Číně a dalších zemích.
AmRest je uvedena na Varšavské burze cenných papírů od roku 2005 a hlavní zainteresovanou stranou společnosti je od roku 2006 mexický investor Carlos Fernandéz Gonzaléz.

## Dějiny

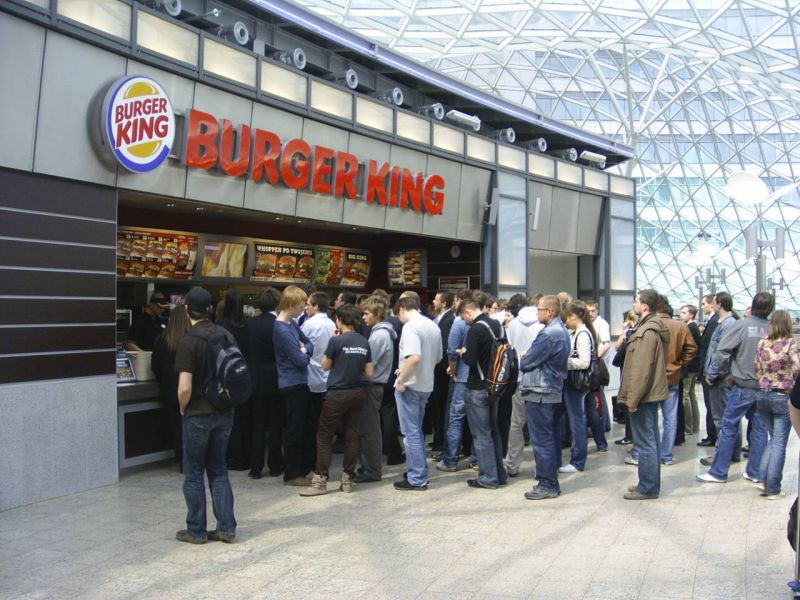
Burger King ve Złote Tarasy, Varšava

V roce 1993 Henry J. McGovern, Donald M. Kendall, Sr., Donald M. Kendall, Jr. a Christian R. Eisenbeiss založili Americké restaurační služby (American Restaurants Services). Zpočátku měla firma franšízová práva k provozování poboček Pizza Hut a KFC v západním Polsku. V roce 1998 však rozšířila své působení za hranice Polska převzetím poboček KFC a Pizza Hut v České republice, které byly dříve provozovány společnost Yum! Brands.
V roce 2000 byla AmRest Holdings společným podnikem American Restaurants a Yum! Brands, později v roce 2001 novou společnost převzala International Fast Food Polska, provozovatel restaurací Burger King v Polsku. Společnost z 23 poboček Burger King 6 restaurací zavřela a zbylých 17 změnila na restaurace KFC. V roce 2005 firma převzala zbývající franšízy po Yum! Brands v České republice a Polsku a stala se exkluzivním provozovatelem franšíz KFC a Pizza Hut v těchto zemích. V roce 2006 AmRest koupila práva na 17 restaurací KFC a Pizza Hut v Maďarsku a uvedla na trh nové značky Freshpoint a Rodeo Drive.
AmRest debutovala na akciovém trhu v dubnu 2005 a společnost Yum! Brands firmu opustila jako akcionář. V květnu 2005 získala společnost AmRest v České republice 8 velkých restaurací a přejmenovala je na KFC.
V roce 2007 AmRest otevřela první novou Burger King restauraci v Polsku, první restaurace KFC v Srbsku a Bulharsku a podepsala smlouvu o společném vlastnictví se Starbucks na otevření sítě kaváren v Polsku, Maďarsku a České republice. V roce 2008 pak společnost podepsala dohodu na otevření Burger Kingu v Bulharsku a koupila několik restaurací v Rusku. V lednu 2008 AmRest otevřela první kavárnu Starbucks v Praze a ve stejném roce otevřela první kavárnu Starbucks i v Polsku.
V květnu 2008 AmRest získala 80% podíl ve společnosti Apple Grove Holding, druhé největší franšíze společnosti AppleBee ve Spojených státech.
V dubnu 2010 Warburg Pincus, přední soukromá kapitálová společnost, nabídla investovat přes 300 milionů polských zlotých za 24,99% podíl v AmRest. V roce 2010 AmRest otevřela také svou první kavárnu Starbucks v Maďarsku.
V dubnu 2011 AmRest oznámila odkoupení španělské společnosti Restauravia, která provozovala 30 restaurací KFC a přes 120 klasických italských restaurací La Tagliatella. Síť restaurací La Tagliatella byla představena jako jeden z hlavních tahounů mezinárodní expanze AmRest, avšak snahy společnosti rozšířit restaurace La Tagliatella po roce 2012 za hranice Španělska zůstaly neúspěšné. Pobočky La Tagliatella v Číně, Indii a Spojených státech byly rychle uzavřeny. Dceřiná společnost ve Francii, která provozuje 5 restaurací vykázala ztrátu 2,9 milionu eur za rok 2017 a celkových 11,7 milionu eur od roku 2012.
AmRest LLC, která provozovala 102 restaurací Applebee ve Spojených státech byla 7. června 2012 prodána American Apple Group, největšímu provozovateli franšíz AppleBee.
Dne 14. prosince 2012 AmRest koupila restaurace Blue Frog a Kabba v Číně.
Společnost AmRest zvýšila počet zemí, ve kterých provozuje kavárny Starbucks, poté co v březnu 2015 získala kavárny společnosti Greek Marinopoulos Coffee v Rumunsku a Bulharsku. V dubnu 2016 AmRest koupila také 144 kaváren Starbucks v Německu za 41 milionů eur.
V roce 2017 společnost přemístila své sídlo z Polska do španělského Madridu.
V červenci 2018 získala AmRest síť restaurací Sushi Shop ve Francii a Burger King se v listopadu 2018 vrátil na Slovensko otevřením nové restaurace.
V dubnu 2019 AmRest otevřel první kavárnu Starbucks v Srbsku. Otevřením nových restaurací se také vrátil Burger King do Rumunska po sedmileté pauze, před kterou fungovala pouze jedna restaurace Burger King, a to na letišti.

## Welfare zvířat

### Vejce z klece
I když si společnost AmRest stanovila cíl do roku 2025, aby všechna vejce a produkty z vajec používané v jejích restauracích i kavárnách byly z chovů bez klecí, je jasné, že z tohoto cíle vylučují své pobočky v Rusku a Číně.  
Vzhledem k tomu, že AmRest nesplnila své cíle o používání vajec z bezklecových chovů, mnoho neziskových charitativních organizací bylo veřejně vůči Starbucks kritické. Mezi kritikou se objevovala i kampaň organizace Equitas za práva zvířat a spotřebitelů, která se snažila prostřednictvím své webové stránky a sociálních sítí informovat zákazníky společnosti AmRest o používaní vajec z klecového chovu slepic.  